# ブルーム国際空港
ブルーム国際空港（ブルームこくさいくうこう、英語: Broome International Airport）は、オーストラリア連邦西オーストラリア州ブルームにある国際空港である。

## 就航路線

### 国内線
- パース
- ダーウィン
- シドニー（季節運航）
- メルボルン（季節運航）
- ブリスベン（季節運航）
- 地方都市はカナナラ (西オーストラリア州)やポートヘッドランド (西オーストラリア州)など。